# Deutungsmuster
Unter Deutungsmuster werden in der Wissenssoziologie im individuellen Wissensvorrat erinnerte Sinnschemata verstanden. Diese Schemata prägen als Sinnzusammenhänge die Wahrnehmung vor. Damit reduzieren und strukturieren die Schemata die wahrgenommene Umwelt eines Individuums. Erst durch diese Reduzierung werde Orientierung, Identität und Handeln möglich. (Vgl. dazu in der Soziologie auch „Muster“ („Pattern“) bzw. die Pattern variables von Talcott Parsons.) Den Deutungsmustern verwandt sind Konzepte wie subjektive Theorien, Paradigma, Denkstil, Framing und mentale Modelle.

## Begriffsetablierung durch Alfred Schütz
Das Konzept findet sich erstmals bei Alfred Schütz mit der Betrachtung von Deutungsschemata: "Deutung ist dann nichts anderes als Rückführung von Unbekanntem auf Bekanntes, von in Zuwendungen Erfaßtem auf Schemata der Erfahrung". Nach Schütz setzt sich der alltägliche Wissensvorrat (die persönliche Lebenswelt) aus Typisierungen von Erfahrungen und bewährten Problemlösungen zusammen. Diese Schemata werden in der Erfahrung „aktualisiert“: D. h. ein Gegenstand wird als ein Exemplar einer Typenklasse erfasst (wahrgenommen) und gleichzeitig werden seine besonderen Merkmale gegenüber dem allgemeinen Typus bestimmt. Miteinander verbundene Deutungsschemata bilden Sinnzusammenhänge und Typen, die die Wahrnehmung strukturieren. Dabei unterdrücken sie diejenigen Deutungsmöglichkeiten, die für die aktuelle Situation des Individuums nicht relevant sind.
Typisierende Deutungen sind also selektiv, wobei die Selektionskriterien wesentlich sozial bedingt sind, da sie durch soziales Lernen erworben und auf gesellschaftliche Handlungsprobleme bezogen sind. Erlebnisse werden so immer im Rahmen bereits vorgeformter Sinnzusammenhänge wahrgenommen und gedeutet.

## Soziale Deutungsmuster
Komplexe typisierender Problemlösungen, die sich aufgrund gesellschaftlicher und subjektiv-biographisch bedingter Interessenlagen entwickeln, können auch als soziale Deutungsmuster bezeichnet werden. Soziale Deutungsmuster bilden handlungsanleitende Alltagstheorien, die es den Gesellschaftsmitgliedern erlauben, ihre sozialen Erfahrungen in einen übergreifenden Sinnzusammenhang zu bringen. Sie besitzen eine identitätsstiftende Funktion, die den Einzelnen in der sozialen Gruppe, der er sich zugehörig fühlt, verorten. Sie synthetisieren ferner seine individuelle Biographie mit den gesellschaftlichen Handlungsanforderungen.

## Offenheit von Deutungsmustern
Die interne Logik, Konsistenz und Kongruenz der sozialen Deutungsmuster stellt die Aufrechterhaltung individueller und sozialer Handlungsfähigkeit sicher. Deutungsmuster sind aber dennoch nicht als in sich abgeschlossene, ausformulierte und vorgefertigte Interpretationsraster zu verstehen. Zwar sind sie jeder Erfahrung implizit mitgegeben. Sie müssen aber in einer aktuellen Handlungssituation immer erst „ausbuchstabiert“ und im konkreten Lebenslauf individuell ausdifferenziert werden. Sie sind offen für Veränderungen, indem die Interpretations- und Übertragungsregeln prinzipiell die Möglichkeit zu Thematisierung, Reflexion und argumentativem Handeln bereitstellen.

## Ursachen für Veränderungen von Deutungsmustern
Da im Alltag gerade die typischen und typisch wiederholbaren Aspekte des Handelns von Interesse sind, und die Bewältigung von Routinesituationen ein „Rezeptwissen“ verlangt, reichen in vielen Situationen die vorhandenen Typisierungen aus, um erfolgreiche Deutungen und Handlungen zu vollziehen. Erst gänzlich neue Erfahrungen zwingen zu einem bewussten Überdenken der Deutungsschemata, ihrer teilweisen Revision oder Umstrukturierung und unter Umständen zur Bildung neuer Typen.

## Deutungsmuster als Ursache für Resistenz gegenüber Widersprüchen
Auch Inkonsistenzen zwischen den Elementen des Wissensvorrates, zwischen den verschiedenen Deutungsmustern, werden so immer erst in der Konfrontation mit einem Handlungsproblem sichtbar, das sich nicht umstandslos in vorhandene Schemata fügt. In der „natürlichen Einstellung“ (Edmund Husserl) besteht im Allgemeinen sonst keine Motivation, alle Wissenselemente theoretisch in Übereinstimmung zu bringen. Hieraus erklärt sich die Resistenz des Alltagsbewusstseins/-wissens gegenüber neuen Ideen und Theorien, sowie auch auf der anderen Seite krisenhaftes Erleben von Identitätsveränderungen in biografischen Übergängen oder durch das Einwirken großer Mengen an neuen, nicht unter die bisherigen Deutungsmuster subsumierbarer Informationen und Erfahrungen (siehe auch Betriebsblindheit, Paradigmenwechsel und Blinder Fleck).

## Deutungsmuster in der empirischen Sozialforschung / Theoriebildung zu Deutungsmustern
Für die empirische Analysepraxis konturiert wurde die Kategorie „Deutungsmuster“ 1973 durch ein Manuskript von Ulrich Oevermann etabliert.
Unmittelbar im Anschluss an das Manuskript Oevermanns entstanden in den 1970er und frühen 1980er Jahren zunächst eine ganze Reihe von Aufsätzen, in denen die theoretische Skizze auf unterschiedliche Weise interpretiert und ergänzt wurde. Die theoretischen Diskussionen in jenen Beiträgen waren stark von dem Anliegen einer Weiterentwicklung des Deutungsmusterkonzepts bestimmt.
Die vereinzelten Beiträge der 1990er Jahre konzentrieren sich dagegen darauf, die Ergebnisse der älteren Debatte zu resümieren und sie in einen wissenschaftshistorischen Kontext zu stellen. Diese Debatte wurde durch einen Versuch Oevermanns zur „Aktualisierung“ seines Konzepts und einen unmittelbar darauf antwortenden Vorschlag von Plaß und Schetsche zu einer stärker wissenssoziologischen Fundierung der Deutungsmusteranalyse fortgesetzt.
Das an den Sozialkonstruktivismus anschließende, theoretisch-methodische Programm von Plaß und Schetsche schließt einen radikalen Perspektivenwechsel ein: Deutungsmuster wird vom subjektorientierten Schematakonzept zur Formkategorie sozialen Wissens. In ähnlicher Weise kommt das Konzept des Deutungsmusters in der (wissenssoziologischen) Diskursanalyse zum Einsatz.